# Larryleachia
Larryleachia — род суккулентных растений семейства Кутровые (Apocynaceae), произрастающий на территории ЮАР (Капская провинция) и Намибии. Входит в трибу Стапеливые (Stapelieae).

## Название

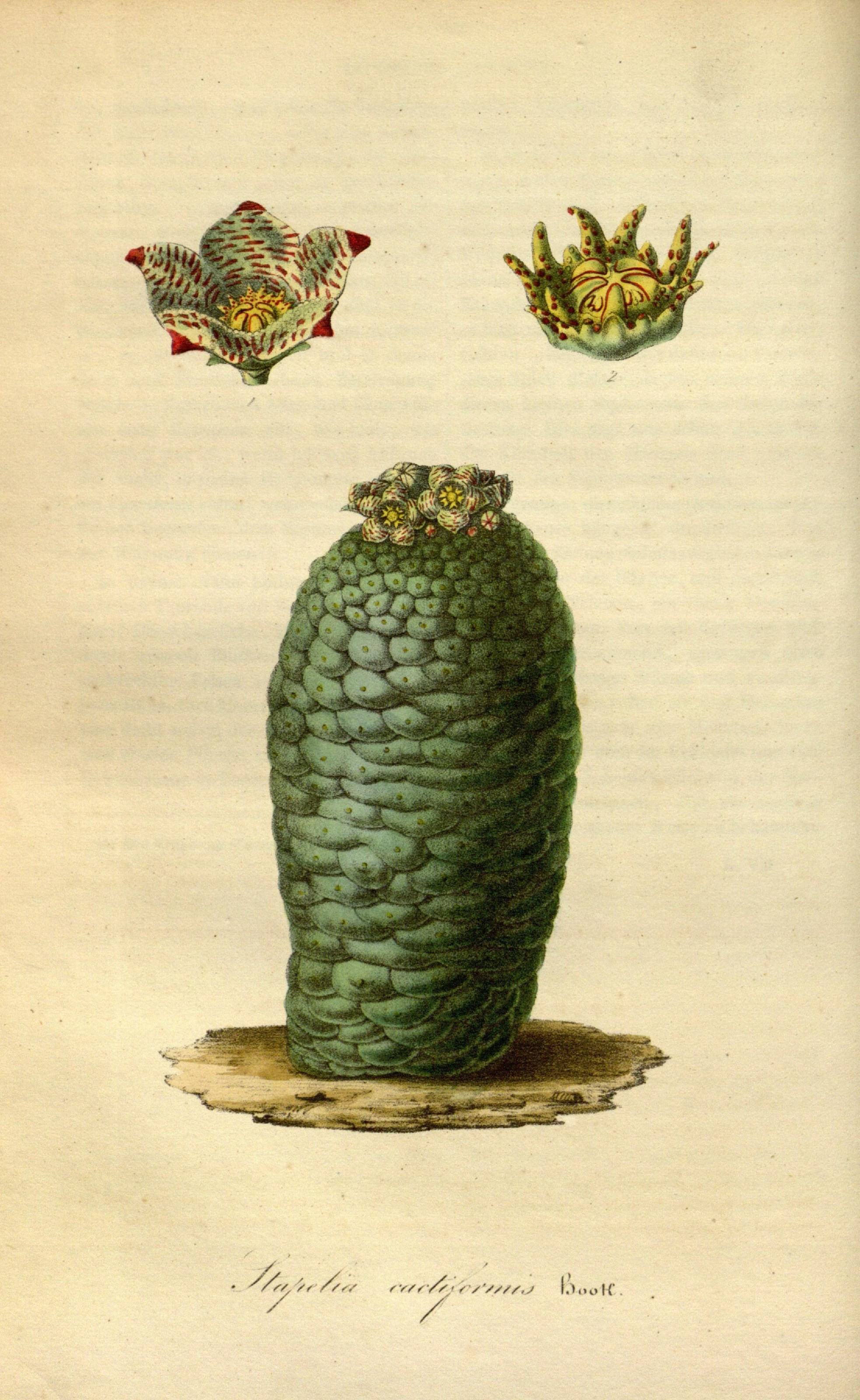
Ботаническая иллюстрация Larryleachia cactiformis

Родовое латинское название Larryleachia происходит от Лесли Чарльза (Ларри) Лича (англ. Leslie Charles (Larry) Leach, 1909–1996), британского ботаника-любителя, инженера-электрика и коллекционера растений, который активно исследовал флору Анголы, Ботсваны, Намибии, Мозамбика, Южной Африки и Зимбабве. В 1938 году он эмигрировал в Родезию (ныне Зимбабве), где начал свою научно-исследовательскую деятельность.
С 1956 года Ларри Лич посвятил себя изучению суккулентных растений, в особенности группы растений Stapelieae, Euphorbieae и рода Алоэ (Aloe). Он работал в качестве почетного ботаника в Национальном гербарии Зимбабве (1972–1981), затем перешел в Национальный ботанический сад в Вустере, Южная Африка (1982–1989), и с 1990 года преподавал на кафедре ботаники Питерсбургского университета (ныне Университет Лимпопо).
Ларри Лич является автором нескольких научных работ о суккулентах и был членом Американского общества кактусов и суккулентов (1983). За свои заслуги в области ботаники он был удостоен медали Гарри Болюса в 1968 году, а также получил другие награды и признания.

## Таксономия
Larryleachia Plowes, первое упоминание в Excelsa 17: 5 (1996).

### Синонимы
Гомотипные (основанные на одном и том же номенклатурном типе):
- Leachia Plowes (1992), nom. illeg.
- Leachiella Plowes (1992), nom. illeg.

### Виды
Подтвержденные виды по данным сайта Plants of the World Online на 2023 год:
| Название                                            | Изображение | Описание | Природный ареал                   | Разновидности                                                                                        |
| --------------------------------------------------- | ----------- | --- | --------------------------------- | --- |
| Larryleachia cactiformis (Hook.) Plowes             |             | Небольшой, многолетний стеблевой суккулент с шаровидным мозаичным телом, на котором расположены пятиугольные, плоские или вдавленные бугорки. Этот вид отличается вариабельностью, особенно в цветовой гамме цветков. Стебель обычно неразветвленный или редко разветвленный, имеет зеленый, светло-зеленый или сине-зеленый цвет, высотой 5-15 см (иногда до 30 см) и шириной 20-60 мм. Ребер на стебле 12-16, они близко расположены друг к другу и образуют мозаичный узор. Цветки появляются близко к верхушке стебля в внепазушных соцветиях, обычно от 1 до 5 цветков на вершине бугорка. Они почти сидячие или на коротком цветоносе длиной до 1 мм. Венчик цветка имеет диаметр от 6 до 10 мм, он простой и мясистый. Плоды данного вида имеют длину около 2-3 см и расходятся под углом 180°. | ЮАР (Капская провинция)           | - Larryleachia cactiformis var. cactiformis - Larryleachia cactiformis var. felina (D.T.Cole) Bruyns |
| Larryleachia marlothii (N.E.Br.) Plowes             |             | Небольшой, многолетний стеблевой суккулент. Он имеет от 3 до 30 стеблей, сгруппированных у основания, длиной до 15 см. Стебли безволосые и окрашены в серо-зеленый или иногда коричневый цвет. Они покрыты низкими бугорками, расположенными в 12—19 рядов с вдавленными кончиками. Бугорки охватывают мелкие конические листья. Летом появляются цветы с темным пятнистым 5-конечным венчиком и отчетливой крестообразной формой в центре. У этого вида цветков характерны безволосые доли венчика, а также внутренняя корона с заметным дорсальным выступом, соединенным с наружными рогами короны. | ЮАР (Капская провинция) и Намибия | |
| Larryleachia perlata (Dinter) Plowes                |             | Растение с кустистым формированием, стебли которого могут достигать длины до 30 см. Каждый куст состоит из 3-8 стеблей, на которых обычно цветут несколько цветков. Одной из уникальных особенностей Larryleachia perlata является почти одновременное цветение гроздей цветов. Цветки Larryleachia perlata обладают разнообразными оттенками, включая серовато-желтый, кремовый, серо-розовый, а также различные интенсивные пятна темно-бордового цвета. Размеры цветков варьируются от 5 до 10 мм. Венчик цветка имеет выпуклую форму с изогнутыми краями. Лопасти венчика загибаются назад и часто прилегают к стеблю, образуя кольцо вокруг устья трубки и короны цветка. | ЮАР (Капская провинция) и Намибия | |
| Larryleachia picta (N.E.Br.) Plowes                 |             | Небольшой многолетний стеблевой суккулент, в основном растущий в одиночку. На первый взгляд Larryleachia picta может быть перепутана с близкородственным видом Larryleachia cactiformis, что часто вызывает путаницу у любителей суккулентов и производителей. Однако есть несколько отличий, которые позволяют их различить. Larryleachia picta имеет более крупные цветки (до 16 мм в диаметре) кремово-желтого цвета с округлыми точками, в отличие от полосатых цветков у Larryleachia cactiformis. Также лепестки у Larryleachia picta заметно загнуты. | ЮАР (Капская провинция) и Намибия | |
| Larryleachia sociarum (A.C.White & B.Sloane) Plowes |             | | Намибия                           | |
| Larryleachia tirasmontana (Plowes) Plowes           |             | | Намибия                           | |